# Apoštolské vyznání
Apoštolské vyznání (latinsky Symbolum Apostolicum – Apoštolský symbol) je jedno ze základních vyznání křesťanské víry, které uznávají v podstatě všichni křesťané. Vznikalo mezi 2. a 9. stoletím a dodnes se užívá v liturgii západní církve, ať katolické, anglikánské či evangelické. Zvláště užívané je církví na Západě. Apoštolské vyznání stojí i na začátku modlitby růžence. Trojitá struktura vyznání odráží základní nauku, kterou vyznání tvrdí, totiž v trojici osob v jednom Bohu.
Podle legendy apoštolové sepsali toto vyznání desátého dne po Ježíšově nanebevstoupení. Ač lze o původu této legendy pochybovat, přesto jednotlivé body nauky obsažené ve vyznání jsou přítomné v křesťanství již v době apoštolů, takže se lze domnívat, že počátky tohoto vyznání opravdu sahají do doby na konci 1. století. Nejstarší podobou tohoto vyznání je zřejmě otázková křestní podoba tohoto vyznání u Hippolyta Římského (kolem roku 215). Současná podoba kréda pochází ze spisů Caesaria z Arles († 542). Toto vyznání bylo prokazatelně užíváno jako souhrn křesťanského učení pro kandidáty křtu v Římě.
Apoštolské a Nicejsko-konstantinopolské vyznání jsou v katolické církvi spojeny s částečnými odpustky.

## Český, latinský a řecký text
| Věřím v Boha, Otce všemohoucího, Stvořitele nebe i země. I v Ježíše Krista, Syna jeho jediného, Pána našeho; jenž se počal z Ducha svatého, narodil se z Marie Panny, trpěl pod Pontiem Pilátem, ukřižován umřel i pohřben jest; sestoupil do pekel, třetího dne vstal z mrtvých; vstoupil na nebesa, sedí po pravici Boha, Otce všemohoucího, odtud přijde soudit živé i mrtvé. Věřím v Ducha svatého, svatou církev obecnou, společenství svatých, odpuštění hříchů, vzkříšení těla a život věčný. Amen. | Credo in Deum, Patrem omnipotentem, Creatorem caeli et terrae. Et in Iesum Christum, Filium eius unicum, Dominum nostrum; qui conceptus est de Spiritu Sancto, natus ex Maria Virgine, passus sub Pontio Pilato, crucifixus, mortuus, et sepultus; descendit ad inferos, tertia die resurrexit a mortuis; ascendit ad caelos, sedet ad dexteram Dei, Patris omnipotentis, inde venturus est iudicare vivos et mortuos. Credo in Spiritum Sanctum, sanctam Ecclesiam catholicam, sanctorum communionem, remissionem peccatorum, carnis resurrectionem et vitam aeternam. Amen. | Πιστεύω εἰς Θεòν πατέρα, παντοκράτορα, ποιητὴν οὐρανοῦ καὶ γῆς. Καὶ (εἰς) Ἰησοῦν Χριστòν, υἱὸν αὐτοῦ τòν μονογενῆ, τòν κύριον ἡμῶν, τòν συλληφθέντα ἐκ πνεύματος ἁγίου, γεννηθέντα ἐκ Μαρίας τῆς παρθένου, παθόντα ἐπὶ Ποντίου Πιλάτου, σταυρωθέντα, θανόντα, καὶ ταφέντα, κατελθόντα εἰς τὰ κατώτατα, τῇ τρίτῃ ἡμέρᾳ ἀναστάντα ἀπò τῶν νεκρῶν, ἀνελθόντα εἰς τοὺς οὐρανούς, καθεζόμενον ἐν δεξιᾷ θεοῦ πατρὸς παντοδυνάμου, ἐκεῖθεν ἐρχόμενον κρῖναι ζῶντας καὶ νεκρούς. Πιστεύω εἰς τò Πνεῦμα τò Ἅγιον, ἁγίαν καθολικὴν ἐκκλησίαν, ἁγίων κοινωνίαν, ἄφεσιν ἁμαρτιῶν, σαρκὸς ἀνάστασιν, ζωὴν αἰώνιον. Ἀμήν. |